# Hălăucești
Hălăucești là một xã thuộc hạt Iași, România. Dân số thời điểm năm 2002 là 5813 người.